# قائمة حلقات القائمة السوداء
القائمة السوداء (بالإنجليزية: The Blacklist) هو مسلسل جريمة درامي أمريكي بدأ عرضه على إن بي سي بتاريخ 23 سبتمبر 2013. المسلسل بطولة جيمس سبيدر وميغان بون وهاري لينيكس.
حتى تاريخ 27 يناير 2014، 13 حلقه عرضت من القائمة السوداء.

## لمحة عامة للمسلسل
| الموسم | الموسم | الحلقات | فترة العرض     | فترة العرض     | تاريخ صدور الدي في دي و البلو راي | تاريخ صدور الدي في دي و البلو راي | تاريخ صدور الدي في دي و البلو راي |
| الموسم | الموسم | الحلقات | الحلقة الأولى  | الحلقة الأخيرة | المنطقة 1                         | المنطقة 2                         | المنطقة 4                         |
| ------ | ------ | ------- | -------------- | -------------- | --------------------------------- | --------------------------------- | --------------------------------- |
|        | 1      | 22      | 23 سبتمبر 2013 | TBA            | TBA                               | TBA                               | TBA                               |
|        | 2      | 22      | 2014           | TBA            | TBA                               | TBA                               | TBA                               |

## الحلقات

### الموسم الأول (2013–14)
| رقم الحلقة في المسلسل | رقم الحلقة في الموسم | العنوان                             | المخرج           | الكاتب                                                          | تاريخ البث الأصلي | كود الإنتاج | مشاهدين الولايات المتحدة (مليون) |
| --------------------- | -------------------- | ----------------------------------- | ---------------- | --------------------------------------------------------------- | ----------------- | ----------- | -------------------------------- |
| 1                     | 1                    | «Pilot»                             | جو كارنهان       | Jon Bokenkamp                                                   | 23 سبتمبر 2013    | 101         | 12.58                            |
| 2                     | 2                    | «The Freelancer (No. 145)»          | جيس ألكسندر      | Jon Bokenkamp                                                   | 30 سبتمبر 2013    | 102         | 11.35                            |
| 3                     | 3                    | «Wujing (No. 84)»                   | Michael Watkins ‏ | Lukas Reiter                                                    | 7 أكتوبر 2013     | 103         | 11.18                            |
| 4                     | 4                    | «The Stewmaker (No. 161)»           | Vince Misiano ‏   | Patrick Massett & John Zinman                                   | 14 أكتوبر 2013    | 104         | 10.93                            |
| 5                     | 5                    | «The Courier (No. 85)»              | نيك جوميز        | John C. Kelley                                                  | 21 أكتوبر 2013    | 105         | 10.44                            |
| 6                     | 6                    | «Gina Zanetakos (No. 152)»          | آدم أركين        | ويندي ويست                                                      | 28 أكتوبر 2013    | 106         | 10.51                            |
| 7                     | 7                    | «Frederick Barnes (No. 47)»         | Michael Watkins  | J. R. Orci                                                      | 4 نوفمبر 2013     | 107         | 10.34                            |
| 8                     | 8                    | «General Ludd (No. 109)»            | ستيفين سورجيك    | Amanda Kate Shuman                                              | 11 نوفمبر 2013    | 108         | 10.69                            |
| 9                     | 9                    | «Anslo Garrick (No. 16)»            | Joe Carnahan     | Story by: Joe Carnahan & Jason George Teleplay by: Joe Carnahan | 25 نوفمبر 2013    | 109         | 10.96                            |
| 10                    | 10                   | «Anslo Garrick (No. 16) Conclusion» | Michael Watkins  | Lukas Reiter & J. R. Orci                                       | 2 ديسمبر 2013     | 110         | 11.67                            |
| 11                    | 11                   | «The Good Samaritan (No. 106)»      | Dan Lerner       | Brandon Margolis & Brandon Sonnier                              | 13 يناير 2014     | 111         | 9.35                             |
| 12                    | 12                   | «The Alchemist (No. 101)»           | Vince Misiano    | Anthony Sparks                                                  | 20 يناير 2014     | 112         | 8.83                             |
| 13                    | 13                   | «The Cyprus Agency (No. 64)»        | Michael Watkins  | Lukas Reiter                                                    | 27 يناير 2014     | 113         | 10.17                            |
| 14                    | 14                   | «Madeline Pratt»                    | TBA              | TBA                                                             | 24 فبراير 2014    | 114         | TBA                              |
| 15                    | 15                   | «The Judge (No. 57)»                | TBA              | TBA                                                             | TBA               | TBA         | TBA                              |
| TBA                   | TBA                  | «The Katana (No. 99)»               | TBA              | Teleplay by: Joe Carnahan                                       | TBA               | TBA         | TBA                              |

### الموسم الثاني (2014–15)
تم تجديد القائمة السوداء لموسم ثاني بـ22 حلقة، من المقرر بدأ عرضه في بداية سبتمبر 2014.

### الموسم الثالث (2015 )
تم عرض الموسم الثالث في العام 2015 يحتوي على 22 حلقة

### الموسم الرابع (2016)
تم عرض الموسم الرابع في 22 سبتمبر 2016 ويحتوي على 22 حلقة

### الموسم الخامس (2017-2018 )
تم عرض الموسم الخامس في 27 سبتمبر 2017 ويحتوي على 22 حلقة

### الموسم السادس (2018 )
تم عرض الموسم السادس في العام 2018 ويحتوي على 22 حلقة 

### الموسم السابع (2019)
عرض الموسم السابع في الرابع من أكتوبر للعام 2019 وقد عرض 19 حلقة من هذا الموسم فقط.

### الموسم الثامن (2020–21)
عرض الموسم الثامن في الفترة ما بين نوفمبر 2020 ويونيو 2021، وقد عُرضت 22 حلقة خلال هذا الموسم.
الموسم التاسع 2022
وقد عرضت 22 حلقة لهذا الموسم
الموسم العاشر 2023
تم عرض 22 حلقة لهذا الموسم